# Kinoks

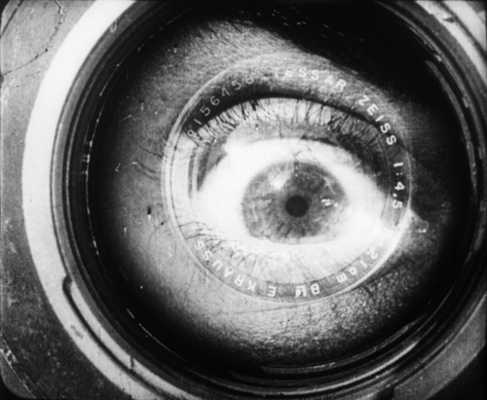
Image tirée de L'Homme à la caméra.

Les Kinoks (« kino-oki », qui signifie ciné-yeux) étaient un collectif de cinéastes soviétiques des années 1920, composé de Dziga Vertov, Elizaveta Svilova et Mikhail Kaufman.
Selon Annette Michelson, Georges Sadoul déclare que le collectif a été fondé en 1922 par Svilova, Vertov et Kaufman, et le peintre Belyaev était un quatrième membre. Cependant, en 1923, Svilova écrivit une lettre ouverte à la revue  LEF demandant son admission au Conseil des Trois. Les chercheurs ont interprété cela comme un coup de publicité « pour exposer leur travail et faire prendre conscience de leur engagement envers le cinéma documentaire,. » plutôt qu'une implication réelle, puisque Svilova travaillait déjà avec Vertov et Kaufman depuis plusieurs années. De 1922 à 1923, Vertov, Kaufman et Svilova publient un certain nombre de manifestes dans des revues d'avant-garde qui clarifient les positions des Kinoks vis-à-vis d'autres groupes de gauche.
Les Kinoks ont fortement plaidé pour le cinéma documentaire et l'utilisation de caméras cachées et d'équipe de tournage au lieu d'utiliser des acteurs. Ils publient une série de manifestes et de déclarations dans LEF, une revue cinématographique d'avant-garde.
L'œuvre la plus acclamée est L'Homme à la caméra (1929).